# Кхон Каен
Кхон Каен е една от 76-те провинции на Тайланд. Столицата ѝ е едноименния град Кхон Каен. Населението на провинцията е 1 733 434 жители (2000 г. – 4-та по население), а площта 10 886 кв. км (15-а по площ). Намира се в часова зона UTC+7. Разделена е на 26 района, които са разделени на 198 общини и 2139 села.